# Phyllis
Phyllis là một chi thực vật có hoa trong họ Thiến thảo (Rubiaceae).

## Loài
Chi Phyllis gồm các loài: